# Arthur Chaves
Arthur Largura Chaves (* 29. Januar 2001 in Florianópolis) ist ein brasilianischer Fußballspieler. Der Innenverteidiger steht aktuell bei der TSG 1899 Hoffenheim unter Vertrag.

## Karriere

### Verein
Chaves begann seine Fußballkarriere im Jahr 2012 beim Avaí FC und debütierte am 4. April 2021 für die 1. Mannschaft des Vereins. Bei seinem Debüt wurde er im Gruppenspiel um die Staatsmeisterschaft von Santa Catarina gegen CA Metropolitano in der 73. Spielminute für Giovanni Piccolomo eingewechselt. Es folgte in der restlichen Spielzeit noch ein weiterer Einsatz in der zweitklassigen Série B. Am Ende der Saison 2021 stiegen Chaves und Avaí auf dem 4. Tabellenplatz in die Série A auf und konnten im Finale gegen Chapecoense auch die Staatsmeisterschaft gewinnen. Nach dem Aufstieg war Chaves in der 1. Liga gesetzt und absolvierte bis Ende Juli 2022 insgesamt 17 Ligaspiele und erzielte am 24. Juli 2022 gegen Flamengo Rio de Janeiro auch sein erstes Tor im Profifußball.
Mitte August 2022 verließ er Brasilien und wechselte zum portugiesischen Zweitligisten Académico de Viseu FC. Auch in Europa war er fortan in der Startelf gesetzt und spielte Ende August 2022 im Ligaspiel gegen CD Tondela erstmals für die Portugiesen. Mit dem Zweitligisten erreichte Chaves Ende Dezember 2022 das Halbfinale des nationalen Ligapokals, Taça da Liga, verlor dieses aber deutlich mit 0:3 gegen den späteren Pokalsieger FC Porto. Für Académico Viseu absolvierte er in 2 Jahren insgesamt 58 Pflichtspiele und erzielte dabei 4 Tore.
Kurz vor Ende des Transferfenster wechselte er im August 2024 in die Fußball-Bundesliga zur TSG 1899 Hoffenheim. Chaves war damit der erste Spieler, der direkt von Académico Viseu zur TSG Hoffenheim wechselte – zwei Vereine, an denen Dietmar Hopp Anteile besitzt. In Deutschland spielte er zunächst für die 2. Mannschaft der Hoffenheimer in der Regionalliga Südwest, bis er am 6. Oktober 2024 im Ligaspiel gegen den VfB Stuttgart für Tim Drexler eingewechselt wurde und damit auch erstmals für die 1. Mannschaft der TSG auflief. Von da an spielte Chaves regelmäßig für die Profis und erzielte drei Wochen später im Pokalspiel gegen den 1. FC Nürnberg sein erstes Tor für die Hoffenheimer. Insgesamt absolvierte Chaves in seinem ersten Jahr in Deutschland 34 Pflichtspiele und erzielte dabei zwei Tore. Für den Verein war es eine schwierige Saison, in der der Klassenerhalt erst am letzten Spieltag gesichert werden konnte.

### Nationalmannschaft
Ende 2023 nahm Chaves mit der brasilianischen U23-Auswahl an den Panamerikanischen Spielen teil und konnte mit der Auswahlmannschaft im Finale gegen Chile die Goldmedaille gewinnen. Im Anschluss an das Turnier gehörte er auch dem Kader für die Qualifikation zu den Olympischen Sommerspielen 2024 an, verpasste dort aber mit der Mannschaft die Teilnahme an der Endrunde.

## Erfolge
- Staatsmeisterschaft von Santa Catarina: 2021 (Avaí FC)
- Aufstieg in die Série A: 2021 (Avaí FC)
- Goldmedaille bei den Panamerikanischen Spielen: 2023 (Brasilien U23)

## Persönliches
Arthur Chaves hat mütterlicherseits deutsche Wurzeln, sein Urgroßvater stammte aus Deutschland und seine Mutter trug bis zur Heirat den deutschen Familienname Zimmermann.